# 평촌 푸르지오 센트럴파크
평촌 푸르지오 센트럴파크(영어: Pyeongchon Prugio Central Park)는 대한민국 경기도 안양시 동안구 관양동에 위치한 아파트다. 안양시청, 평촌중앙공원 앞 국토연구원 자리에 새로 신축한 오피스텔 건물이다. 안트럴파크라 불리는 복합문화거리 개발 사업 입지이다. 구 국토연구원을 재건축하였다.

## 역사
2020년 7월 삼박자 인프라를 갖춘 아파트를 주목한다. 주거형 생활숙박시설과 호텔형 생활숙박시설이 들어설 예정이다. 이후 분양이 완료되었고 9월에 조건없는 추첨식 분양을 했다. 이후 착공하여 2023년 8월 공사 현장 안전 점검을 진행했다. 10월 12일 생활형숙박시설에서 오피스텔으로 최초로 변경했다. 원래는 주거형 생활숙박시설과 호텔형 생활숙박시설이 들어설 예정이었는데 용도를 주거형 생활숙박시설을 오피스텔으로 변경하고 호텔형 생활숙박시설을 호텔으로 변경 후 입주할 예정이다. 2024년 4월 29일에 완공 후 개장했다.

## 구성
평촌 푸르지오 센트럴파크의 구성이다.
| 동 명칭 | 층수 | 높이 |
| ------- | ---- | ---- |
| 101동   | 49층 | 177m |
| 102동   | 42층 | 165m |
| 103동   | 42층 | 165m |

## 높이
높이는 177m, 지상 49층으로 완공 당시 안양시에서 가장 높은 마천루가 되었다. 완공되면 안양시에서 가장 높은 생활숙박시설이 되지면 용도를 오피스텔으로 변경 후 가장 높은 오피스텔이 되었다. 2021년 힐스테이트 범계역 모비우스(101동 43층, 168m) 완공 후 3년 뒤에 평촌 푸르지오 센트럴파크(101동 49층, 177m) 등이 완공되었다.

## 특징
생활숙박시설에서 오피스텔으로 전국 최초 변경된 단지이다. 주거형 생활숙박시설에서 오피스텔으로 변경했고 호텔형 생활숙박시설에서 호텔으로 변경했다. 오피스텔은 분양권 전매가 가능하다. 근린생활시설은 1층의 경우 위치에 따른 평단가가 크게 차이가 없다. 옥상정원은 3층, 4층, 7층에 있다. 엘리베이터는 5대가 있는데 일반 엘리베이터 3대, 비상용 1대, 화물용 1대가 있다.

## 내부 시설

### 101동
| 층수                | 용도                   |
| ------------------- | ---------------------- |
| 25층 ~ 48층         | 오피스텔               |
| 24층                | 피난안전구역           |
| 7층 ~ 23층          | 오피스텔               |
| 3층 ~ 6층           | 호텔                   |
| 1층 ~ 2층           | 상업시설, 근린생활시설 |
| 지하 6층 ~ 지하 1층 | 지하주차장             |

### 102동, 103동
| 층수                | 용도                   |
| ------------------- | ---------------------- |
| 25층 ~ 42층         | 오피스텔               |
| 24층                | 피난안전구역           |
| 7층 ~ 23층          | 오피스텔               |
| 3층 ~ 6층           | 호텔                   |
| 1층 ~ 2층           | 상업시설, 근린생활시설 |
| 지하 6층 ~ 지하 1층 | 지하주차장             |

## 같이 보기
- 대한민국의 마천루 목록
- 경기도의 마천루 목록
- 안양시의 마천루 목록